# Агроиндустријас ла Барка С.А. де C.V. (Ла Барка)
Агроиндустријас ла Барка С.А. де C.V. (шп. Agroindustrias la Barca S.A. de C.V.) насеље је у Мексику у савезној држави Халиско у општини Ла Барка. Насеље се налази на надморској висини од 1530 м.

## Становништво
Према подацима из 2005. године у насељу је живело 5 становника.

### Хронологија
| Година       | 2005 |
| ------------ | ---- |
| Становништво | 5    |

### Попис
| # | Индикатор                        | Вредност |
| - | -------------------------------- | -------- |
| 1 | Укупно појединачних домаћинстава | 1        |